# زهير بن قيس البلوي
زهير بن قيس البلوي صحابي يكنى ابا شداد قائد عربي مسلم وفتح عدة دول ومنها شمال افريقيا

## اسمه ونسبه
زهير بن قيس البلوي نسبة إلى بلي القضاعية كان يكنى أبو شداد قائد عربي مسلم له صحبة.

## أهم أعماله
شهد فتح مصر تحت لواء عمرو بن العاص.
استخلفه عقبة بن نافع على القيروان بعد أن أعاده يزيد بن معاوية إلى ولاية إفريقية سنة 62 هـ، ولما أستشهد عقبة في حربه مع الروم وجيش كسيلة - وكان قد أسلم ثم ارتد - زحف كسيلة إلى القيروان سنة 64 هـ فخرج زهير من القيروان وأقام في برقة واحتل كسيلة القيروان ولما تولى عبد الملك بن مروان الخلافة سنة 65 هـ ولاه أفريقية وأمده بمقاتلين فتوجه بهم لقتال كسيلة والروم والتقى الجمعان في موقع يدعى (ممش) وغلب المسلمون وانتصروا وانهزم الروم والبربر الموالون لهم وقتل (كسيلة) وانكسرت شوكته، وكانت هذه الواقعة من الوقائع الحاسمة.
أرسل الروم جيشا من القسطنطينية وصقلية في مراكب إلى برقة على الساحل درنة، فعاد زهير إليها ومعهُ اربعين فارس وقاتلهم، فقتل زهير في المعركة وقتل معه كثير من أصحابه، وكانوا من أشراف الصحابة والتابعين.
جاء (زهير بن قيس البلوي) إلى بلاد المغرب فاتحا مجاهداً وأبلى في معارك الجهاد والفتح بلاءً حسناً، وساهم في تلك الانتصارات التي أحرزتها الجيوش الفاتحة، بجانب ما اشتهر به من التقوى والورع، وقد صحب عقبة بن نافع (والي طرابلس وأفريقية (تونس)) في غزواته ببلاد المغرب العربي وعرف عقبة صدق زهير في جهاده وحسن بلائه، فجعله في مقدمة جيشه، ولما استشهد عقبة سنة (63 هـ)، عزم زهير على مواصلة القتال، وخالفه حنش بن عبد الله الصنعاني، ويقال إنه كان من أصحاب الرأي والنفوذ في الجيش، فعزم زهير على العودة إلى مصر بعد هذا الخلاف، وتتبعه كثير من الناس غير أنه لم يواصل رحيله إلى
مصر، فعرج بمن معه على إقليم برقة، وأقام بها مرابطاً كما فعل (عقبة بن نافع) من قبل إذ أن الرباط باب من أبواب الجهاد.
هذا ولما وصلت أنباء مقتل عقبة وأصحابه إلى (عبد الملك بن مروان) استشار أهل الرأي فيمن يأخذ بثأر عقبة، ويتولى قيادة الجيش من بعده، فأشاروا عليه بأن ينتدب (زهير بن قيس)، إذ هو صاحب عقبة وأعرف الناس بسيرته وأولاهم بأخذ ثأره، وكتب عبد الملك بن مروان إلى زهير في برقة، يأمره أن يتوجه إلى إفريقية (تونس) لقمع ثورة المرتدين والثأر لعقبة بن نافع، وأمده بالمال والرجال.
خرج زهير على رأس جيش كبير، حتى بلغ القيروان (سنة 67 هـ) وهناك التقى زهير بـ(كسيله) وجيشه في معركة طاحنة، أسفرت عن مقتل (كسيله) واندحار جيشه، ودخل زهيراً مدينة القيروان ظافراً منتصراً، ورأي فيها ملكاً عظيماً ورفاهية وبذخاً فخاف أن تميل نفسه إلى الحياة والترف والرفاهية، أو أن تطمع إلى الحكم والولاية، وهو إنما جاء للجهاد في سبيل الله، ولما يبق أمامه إلا أن يرجع إلى أرض المشرق التي عاش فيها حياة الزهد والعبادة وقد رافقه في رجوعه جماعة من كبار المجاهدين.

## وفاته
صادف أن أغارت سفن رومانية وبربرية على شاطئ (درنة) وعاثت في المدينة قتلاً ونهباً وسبياً، وتلقى زهير وأصحابه نبأ هذه الغارة وهم يسلكون طريق الصحراء الشرقية من برقة فلووا أعنة خيولهم نحو الساحل، ولما دنوا من المراكب المغيرة رآهم الأسرى الذين وقعوا في قبضة المغيرين، وهم يقادون إلى المراكب مكرهين فاستغاثوا بهم، فثارت حمية زهير ونادى أصحابه، فنزلوا عليهم وهم العدد القليل، واشتبكوا مع الروم المغيرين واستبسل زهير ورفاقه، ولكن جموع الروم أحاطوا بهم من كل جانب فاستشهد زهير ورفاقه في ساحة المعركة الغير متكافئة، وتمكن الروم من النجاة واقلعوا بمراكبهم يحملون الأسرى والغنائم، ودفن زهير وصحبه في البقعة التي عرفت باسم (جبانة الصحابة) بمدينة درنة.
وهذا وقد شرفت البقعة التي ضمت رفات (زهير بن قيس) ورفاقه بمدينة درنة فكانت وما زالت مقصداً للزوار من سكان المدينة والقادمين إليها يتبركون بهؤلاء الشهداء الأبرار ولاسيما إنهم من صحابة رسول الله ﷺ ومن التابعين له، وقد برز من بين رفاق زهير الذين استشهدوا معه مجاهدان كبيران هما : عبد الله بن بر القيسي وأبو منصور الفارسي.

## مكان قبره
وقد شيدت (بجبانة درنة) ثلاثة أضرحة وهي ذات قباب من الطراز المعروف في بناء أضرحة الأولياء والصالحين،
الضريح الأول (لزهير بن قيس) ويقع على يسار الداخل، يليه الضريح الثاني وهو (لعبد الله بن بر القيسي)، والثالث ضريح (أبي منصور الفارسي) يقع على يمين الداخل، وبابه لجهة الغرب، وبين هذه الأضرحة الثلاثة في مواجهة الداخل مبنى يشبه الحجرة الصغيرة، قد أقيم الثلاثة على مدخل المغارة، التي دفن فيها بقية الشهداء من رفاق( زهير بن قيس) ويبلغ عددهم نحو (سبعين) على أصح الروايات، وقد تم تشييد هذه الأضرحة في القرن الحادي عشر الهجري.
في 11 سبتمبر 2023، انجرف قبره إلى البحر مع قبور الصحابة والتابعين المدفونين معه، بسبب الفيضان الذي ضرب مدينة درنة فجر ذلك اليوم، وسبب لها دماراً هائلاً.